# Корнелије Антиохијски
Корнелије Антиохијски је био епископ Антиохије између 127. и 151. године или 154. године, наследник светог Иродиона као епископа према Јевсевију Кесаријском. Био је први хришћански вођа са аристократским римским именом. Мало се зна о његовим делима и животу.